# Régie de quartier
Régie de quartier et Régie de territoire sont des labels de droit privé déposés à l'Institut national de la propriété industrielle.

## Définition
Les régies de quartier sont des associations loi de 1901 dont l'objet social est le développement économique, social et culturel du quartier (en zone urbaine) ou du territoire (en zone rurale) pour lequel elles agissent.
Les régies élaborent leur projet économique, politique et social grâce à la volonté partagée des habitants, des élus des collectivités, des représentants des bailleurs sociaux et des acteurs socio-économiques. Les régies de quartier respectent une charte nationale. Celle-ci sert à l'attribution de la marque collective « régie de quartier » et par son annexe « régie de territoire », détenue par le Comité national de liaison des Régies de quartier.
Embauchant en priorité des habitants du quartier, elles peuvent être conventionnées en tant que structure d'insertion par l'activité économique (SIAE). 80% des régies de quartier sont conventionnées comme SIAE.

## Activités
Les régies de quartier sont des associations d'un secteur mixte intégrant une production et une vente de biens et de services et des activités d’utilité sociale.
Chaque régie de quartier passe des contrats aux conditions du marché avec les bailleurs sociaux et les collectivités locales. Les activités supports qu’elles développent le sont dans le but de rendre un service aux habitants et de développer des actions d'insertion dans l'emploi. La production de services la plus fréquente est liée à la gestion urbaine de proximité : réhabilitation de logement, entretien de l’habitat, des espaces verts ou des parties communes d’immeubles, maintenance ou réparations diverses.
Le développement économique d'une régie de quartier ou de territoire permet de créer des activités d'utilité sociale par les habitants et en lien avec les besoins des habitants du quartier (auto-école, garage auto et cyclo, jardins familiaux, compostage de quartier, cafés associatifs, laveries, ...).

## Histoire
Dans les années 1970 les habitants du quartier Alma-Gare à Roubaix se mobilisent pour conserver le quartier dans sa configuration et préserver sa vie sociale. La population souhaite rester sur place et ne pas être transférée dans un autre quartier. La volonté de participer au réaménagement du quartier aboutit, en 1974, à la création de l'Atelier populaire d'urbanisme, où toutes les questions sont discutées en public. Les habitants se revendiquaient comme "acteurs" de la scène de théâtre que constituait leur quartier. En créant un outil de gestion de proximité qui leur permettait d'effectuer des tâches techniques, ils s'assimilaient aux techniciens de la "régie technique" de ce théâtre. D'où le nom donné à leur structure : "La Régie". Dans les années 1980, d’autres projets similaires naissent dans d'autres banlieues sensibles, associant habitants et acteurs publics et institutionnels. Elles s'appellent par assimilation à l'initiative de Roubaix des "régies de quartier". Ces expérimentations s'organisent ensuite en réseau, le CNLRQ, le Comité National de Liaison des Régies de Quartier. Les adhérents n'étaient que 6 en 1988, puis 93 en 1995. Cette expérimentation sociale était devenue une Innovation Sociale lorsque le nom propre était devenu un nom commun.
En octobre 2020, les régies de quartier publient "Vies majuscules, Autoportrait de la France des périphéries" un ouvrage collectif en lien avec deux journalistes professionnels afin de recueillir des témoignages d'habitants des quartiers et des territoires ruraux
Le 10 juin 2022, le CNLRQ, qui regroupe l'ensemble des Régies, change de nom et devient le "Mouvement des Régies"